# Авдієнко Тетяна Петрівна
Тетя́на Петрі́вна Авдіє́нко (Аведикова-Авдієнко; 8 січня 1938, Херсон — 8 квітня 2015, Москва) — українська і російська драматична акторка. Заслужена артистка УРСР (1966). Дочка П. О. Аведикова-Авдієнка.

## Життєпис
«Театр для Тетяни став рідним змалку. Цьому сприяли її батьки — Оксана Андріївна і Петро Авдійович — третє покоління спадкоємної династії українських акторів Аведикових-Авдієнків».
1960 — закінчила Київський театральний інститут (курс В. Харченка).
1960—1962 — акторка Вінницького українського музично-драматичного театру.
1962—1972 — акторка Донецького академічного українського музично-драматичного театру.
Працювала також у Київському театрі ім. І. Франка, Дніпропетровському театрі ім. М. Горького.
З 1972 — акторка Московської філармонії.

## Ролі
- Зінька («Патетична соната» М. Куліша)
- Наталка («Наталка Полтавка» І. Котляревського)
- Тетяна («У неділю рано зілля копала» за О. Кобилянською)
- Варка («Безталанна» І. Карпенка-Карого)
- Аза («Циганка Аза» М. Старицького)
- Мирослава («На Івана Купала» М. Стельмаха)
- Дарина («Тихий Дон» за М. Шолоховим)
- Павлина («Куховарка» А. Софронова)